# Esteban García
Esteban García (Colima, 1848-1900) fue un político mexicano y Gobernador de Colima.
Fue Regidor, Diputado en cuatro legislaturas y Gobernador de Colima. Durante su administración (1884) apareció la Fiebre amarilla, trayendo consigo muchos problemas para el Estado en ámbitos económicos y de salubridad. De su peculio hizo un viaje a San Francisco, California para gestionar se continuaran los trabajos del ferrocarril en Manzanillo y que se mejoraran en parte los trabajos de la vía angosta del ferrocarril de Manzanillo a Colima que principiaron en 1881, llegaron a Armería en 1882, y a la Ciudad de Colima el 16 de septiembre de 1889. Finalmente murió en 1900. 
Tuvo un hijo con Guadalupe Núñez Macias, José García Núñez.
| Predecesor: Miguel de la Madrid Guerrero | Gobernador de Colima 1883 - 1886 | Sucesor: Gildardo Gómez |

- Datos: Q5849069